# Luigi Piloni
Luigi Piloni (Cagliari, 1907 – 1991) è stato uno studioso e collezionista italiano, autore di importanti opere sulla iconografia nella Sardegna.

## Biografia
Discendente da nobile famiglia veneta trasferitasi a Cagliari agli inizi del novecento, si è laureato in giurisprudenza e filosofia. Dopo aver insegnato nell'istituto magistrale "Eleonora d'Arborea", si è impiegato nel settore dei lavori pubblici divenendo direttore generale dell'ANAS. In ambito culturale si è occupato di filatelia  e della raccolta e pubblicazione di materiale iconografico riguardante Cagliari e la Sardegna. Raffinato collezionista di arte sarda minore (tempere, carte geografiche e piante, stampe, disegni e acquerelli), nel 1981 ha donato il suo fondo all'università di Cagliari (collezione sarda Luigi Piloni).

## Opere
- Enciclopedia del francobollo, Alzani, Pinerolo, 1952
- I francobolli dello Stato italiano, Roma, Istituto Poligrafico dello Stato, 1959
- Bibliografia della posta e della filatelia italiane (Biblioteca di bibliografia Italiana, diretta da R, Ridolfi), Firenze, Olschki, 1960
- Cagliari nelle sue stampe, Cagliari, Fossataro, 1959
- Il Bollettino filatelico d'Italia. Mezzo secolo di vita, Firenze, Il Bollettino filatelico d'Italia, 1960
- La Sardegna nelle incisioni del secolo XIX, Cuneo, Industrie Grafiche Italiane, 1961
- La Sardegna in una serie inedita di fotografie del 1854, Cagliari, Fossataro, 1963
- Memorie sulla terra sarda. Tempere inedite di Philippine de La Marmora (1854-1856), Cagliari, Fossataro, 1964
- Le carte geografiche della Sardegna, Cagliari, Fossataro, 1974
- Fascino di Sardegna. Acquerelli di Simone Manca di Mores 1878-1880 (con Evandro Putzulu), Roma, Istituto Poligrafico dello Stato, 1976
- Nicola Tiole. Album di costumi sardi riprodotti dal vero (1819-1826), Nuoro, Istituto Superiore Regionale Etnografico, 1990
- L'assalto francese alla Sardegna del 1793 nell'iconografia dell'epoca, Cagliari, Della Torre, 1992